# Echague
Echague (Filipino: Bayan ng Echague) ist eine philippinische Stadtgemeinde in der Provinz Isabela, Verwaltungsregion II, Cagayan Valley. Sie hat 79.094 Einwohner (Zensus 1. August 2015), die in 64 Barangays lebten. Sie wird als Gemeinde der ersten Einkommensklasse auf den Philippinen und als teilweise urbanisiert eingestuft.  
Echague liegt im Süden der Provinz, das Gemeindezentrum liegt im Tal des Cagayan. Die Gemeinde liegt am Fuße des Gebirgsmassivs der Sierra Madre. Sie liegt 341 km nördlich von Manila und ist über den Marhalika Highway. Ihre Nachbargemeinden sind Angadanan, San Guillermo und Alicia im Norden, Santiago City und San Isidro im Westen,  Jones und San Agustin im Süden und Dinapigue im Osten. 
In Echague findet vom 15. bis 19. März, jedes Jahr, das Bacao-Festival statt und in der Gemeinde wurde die Isabela State University als bedeutendste Bildungseinrichtung gegründet.

## Baranggays
| - Angoluan - Annafunan - Arabiat - Aromin - Babaran - Bacradal - Benguet - Buneg - Busilelao - Cabugao - Caniguing - Carulay - Castillo - Dammang East - Dammang West - Diasan - Dicaraoyan - Dugayong - Fugu - Garit Norte - Garit Sur - Gucab | - Gumbauan - Ipil - Libertad - Mabbayad - Mabuhay - Madadamian - Magleticia - Malibago - Maligaya - Malitao - Narra - Nilumisu - Pag-asa - Pangal Norte - Pangal Sur - Rumang-ay - Salay - Salvacion - San Antonio Minit - San Antonio Ugad - San Carlos | - San Fabian - San Felipe - San Juan - San Manuel - San Miguel - San Salvador - Santa Ana - Santa Cruz - Santa Maria - Santa Monica - Santo Domingo - Silauan Norte - Silauan Sur - Sinabbaran - Soyung - Taggappan - Tuguegarao - Villa Campo - Villa Fermin - Villa Rey - Villa Victoria |